# Municipio de Pueblo San Antonio (Salto)
San Antonio es uno de los seis municipios del departamento de Salto, Uruguay. Tiene como cabecera a la localidad de San Antonio.

## Ubicación
El municipio se encuentra localizado en la zona suroeste del departamento de Salto, al este de la ciudad de Salto.

## Características
El municipio de San Antonio fue creado por Ley Nº 18.653 del 15 de marzo de 2010, y forma parte del departamento de Salto. Su territorio comprende el distrito electoral JCA de ese departamento.
Forman parte del municipio las siguientes localidades:
- San Antonio
- Albisu
- Tropiezo
- Tropezón
- Garibaldi
- Colonia Harriague
- 18 de Julio

## Autoridades
La autoridad del municipio es el Concejo Municipal, compuesto por el Alcalde y cuatro Concejales.
Alcaldes según período:
| Nº | Alcalde                         | Partido             | Inicio del mandato      | Fin del mandato         | Observaciones     | Concejales                                                                              |
| -- | ------------------------------- | ------------------- | ----------------------- | ----------------------- | ----------------- | --------------------------------------------------------------------------------------- |
| 1  | Fernando Ferrari                | Frente Amplio FA    | 9 de julio de 2010      | 8 de julio de 2015      | Alcalde elegido   |                                                                                         |
| 2  | Martín Aníbal Barla Remedi      | Partido Colorado PC | julio de 2015           | 26 de noviembre de 2020 | Alcalde elegido   | Sandra Toncobitz (PC) Guillermo da Silva (PC) Aldimar Ferrari (FA) Julio Centurión (FA) |
| 3  | Sandra Mariela Toncobitz Bastos | Partido Colorado PC | 27 de noviembre de 2020 | 2025                    | Alcaldesa elegida | Luis Pérez (FA) Fernando Ferrari (FA) María Inés Remedi (PN) Miguel Villarruel (PC)     |